# Erika Castellanos
 (janvier 2023).
Pour les articles homonymes, voir Castellanos.
Erika Castellanos est une militante pour les droits humains, notamment des personnes séropositives et travailleuses du sexe, au Belize. En 2023, elle devient directrice exécutive de Action globale pour l'égalité trans (en) (Global Action for Trans Equality, GATE).

## Biographie
Erika Castellanos naît au Belize et déménage au Mexique dans les années 1990, y trouvant un climat plus tolérant des personnes LGBT et notamment des femmes transgenres. En 1995, elle est diagnostiquée séropositive et on lui diagnostique une espérance de vie de deux ans. Elle reste au Mexique pour recevoir les soins nécessaires. À son retour au Belize, elle découvre une sérophobie très marquée dans le milieu médical, et se tourne vers l'usage de drogue et le travail du sexe.
En 2009 ou 2010, elle crée avec quelques proches un réseau de personnes séropositives au Belize, après avoir été invitée à un atelier de formation organisé par le Fonds mondial de lutte contre le sida, la tuberculose et le paludisme. De 2011 à 2016, elle est directrice exécutive du Collaborative Network for Persons Living with HIV (C-NET+) – Belize. Dans le cadre de ce poste, elle coordonne les aides reçues par le biais du Fonds mondial de lutte contre le sida, la tuberculose et le paludisme au niveau national. Elle étudie en parallèle à l'université du Belize (en), puis complète la certification de recherche en santé des personnes LGBT de l'université de Pittsburgh en mai 2015.
En avril 2017, elle intègre Global Action for Trans Equality (en) (GATE), une organisation pour les droits des personnes LGBT internationale qui travaille en partenariat avec ONUSIDA, en tant que directrice des programmes. En février 2022, elle devient directrice exécutive par intérim de l'organisation, puis directrice exécutive en janvier 2023. Pendant cette période, elle déménage aux Pays-Bas,, se marie et a deux enfants.
Le premier juin 2018, elle devient la première personne ouvertement transgenre nommée au conseil d'administration du Fonds mondial de lutte contre le sida, la tuberculose et le paludisme,,.